# Malta (Rēzekne)
Die Malta ist ein Fluss in Lettgallen, im Osten Lettlands. 

## Verlauf
Der Fluss beginnt beim Salājs-See und wird durch Zuflüsse aus mehreren anderen Seen gespeist. Die Bäche Diunokli, Luknoja und Tacu werden manchmal als Oberlauf der Malta angesehen, was die statistische Länge erhöht. Bei Hochwasser nimmt die Malta zusätzlich Wasser aus dem Zosna-See und Rāzna-See auf. Am Unterlauf beträgt das Gefälle weniger als 0,5 m/km. Seit dem Bau des Malta-Rēzekne-Kanals 1966 fließt die Malta nicht mehr direkt in den Lubān-See, sondern in die Rēzekne. Das alte Flussbett wird seither zur Ableitung der Nagļu-Teiche benutzt.
Die Malta ist für die Karpfenzucht geeignet und ein beliebtes Ziel von Wassertouristen.

## Gleichnamige Siedlungen an der Malta
Nach dem Fluss sind zwei Orte benannt, die von der Malta durchflossen werden:
- das Dorf Malta im Bezirk Rēzekne. Die jüdische Gemeinde in Malta war bis 1941 eine der großen jüdischen Gemeinden in Lettgallen.[1]
- die Siedlung Malta nordnordwestlich von Viļāni